# William A. Peffer
William A. Peffer (Cumberland megye, 1831. szeptember 10. – Grenola, 1912. október 6.) az Amerikai Egyesült Államok szenátora (Kansas, 1891–1897). 